# São Domingos do Sul
São Domingos do Sul är en kommun i Brasilien.   Den ligger i delstaten Rio Grande do Sul, i den södra delen av landet, 1 500 km söder om huvudstaden Brasília. Antalet invånare är 2 926.
I omgivningarna runt São Domingos do Sul växer huvudsakligen savannskog. Runt São Domingos do Sul är det ganska glesbefolkat, med 40 invånare per kvadratkilometer.